# Håtuna kyrka
Håtuna kyrka är en kyrkobyggnad som tillhör Bro församling i Upplands-Bro kommun och Uppsala stift. Fram till 2010 hörde kyrkan till Håtuna församling som därefter uppgick i Bro församling. Kyrkan ligger på sluttningen av en ås vid länsväg 269 som är gamla landsvägen Stockholm-Häggeby-Skoklosters kyrka. Under medeltiden hade kyrkan förbindelse med Mälaren då Håtunaviken sträckte sig längre in i landet. Här låg det gamla konungasätet Håtuna som 1311 såldes till Uppsala domkyrka av konung Birger.

## Kyrkobyggnaden
Nuvarande kyrkobyggnad är en stor och rymlig salkyrka med murar av gråsten och tegel. Långhuset och det lika höga och breda koret täcks av ett brant sadeltak. I nordost finns en vidbyggd sakristia och i sydväst ett vapenhus. Vid långhusets västra kortsida finns ett begravningskapell.

### Tillkomst och medeltida tillbyggnader
Troligen var första kyrkan i Håtuna en träkyrka som tillkom på 1000-talet. Senare under 1100-talet uppfördes en liten kyrka av gråsten i romansk stil. Av denna kom kyrktornet och murpartier i nordvästra hörnet att ingå i nuvarande kyrkobyggnad som tillkom vid en genomgripande ombyggnad under 1300-talets första fjärdedel. Kyrkorummets innertak försågs med tunnvalv av trä som spikades fast på en rund takstol. Nuvarande tegelvalv slogs under 1400-talets tredje fjärdedel och därmed sänktes innertakets höjd från tidigare 13 meter till nuvarande 10 meter. På takvinden ovanför valven finns den runda takstolen kvar. Vapenhuset tillkom samtidigt med valven. Kyrktornet byggdes på så att det blev ett av de högsta i landet.

### Senare ombyggnader
År 1691 togs fönster upp i norra långväggen. Omkring år 1700 blåste tornspiran ned och återuppbyggdes aldrig. Resterande delar av tornet revs under 1800-talet. År 1800 uppfördes två strävpelare vid nordvästra sidan. 1873 genomfördes en hård restaurering under ledning av arkitekt Adrian C. Peterson. Då tillkom kapellet i väster samt orgelläktare. Södra ingången sattes igen. En ny sakristia byggdes av tegel och fönsteröppningarna vidgades. En restaurering genomfördes 1919 - 1920, enligt förslag av professor Martin Olsson, då de medeltida kalkmålningarna togs fram, golven lades om och korfönstret murades igen. Södra ingången öppnades igen och västra ingången sattes igen. Vapenhuset vid västra sidan inreddes till begravningskapell.

## Inventarier
- Dopfunten har en cuppa av rödaktig marmorliknande kalksten från 1200-talets andra hälft. Foten av sandsten i romansk stil är från omkring år 1200.
- Ett dopfat av mässing med graverad ornering är från första hälften av 1600-talet. Ytterligare ett dopfat av tenn är från 1700-talet. En dopskål av silver är utförd av Johan Wilhelm Zimmerman och skänkt till kyrkan 1796.
- Triumfkrucifixet på norra väggen är ett svenskt arbete från 1300-talets andra fjärdedel.
- Åtta träskulpturer är från cirka 1450 och härstammar från ett medeltida altarskåp.
- Altaruppsatsen skänktes till kyrkan 1674. Dess oljemålning skildrar Jesus på korset. Jämte Maria och aposteln Johannes står Mose och Johannes Döparen. Övre målningen skildrar Jesu gravläggning.
- Nuvarande predikstol i nygotisk stil är från 1870-talet och byggdes om 1920. Föregående predikstol skänktes till kyrkan 1690 av friherinnan Catharina Sparre på Håtunaholm. Av föregående predikstol finns träskulpturer kvar.
- Ett timglas av trä skänktes till kyrkan av major Jakob Wallrave vid början av 1700-talet.

## Kyrkomiljön
- En runsten U 660 är sedan 1932 uppställd i vapenhuset. Utanför kyrkogårdsmuren står runstenen U 655, som 1874 restes där på nytt från att tidigare ha varit en tröskelsten.
- En stiglucka av tegel finns vid kyrkogårdens sydöstra sida. Stigluckan uppfördes 1691 - 1692 och ingick i en tidigare kyrkogårdsmur.
- Några hundra meter sydöst om kyrkan står en klockstapel som uppfördes under åren 1735 - 1736 av byggmästaren Stenius. Kullen där klockstapeln står var tidigare en avrättningsplats. 1795 genomgick stapeln en omfattande renovering. I stapelns hänger tre klockor. Storklockan göts 1769 av Gerhard Meyer i Stockholm. Mellanklockan göts av Jurgen Putensen 1641. Lillklockan har årtalet 1658 märkt på halsen. Ett krucifix finns på dess norra sida och en madonna på dess södra sida.
- Ett tingsställe fanns i närheten av kyrkan fram till 1707.

## Orgel
- 1821 byggdes en orgel av Pehr Zacharias Strandh i Stockholm efter ritning av arkitekt Carl-Gustaf Blom-Carlsson i Stockholm. Den blev skänkt till kyrkan genom inspektor Gustaf Wetterstens i Qvarnnibble testamente.
- 1925 ombyggdes orgeln av firman E. A. Setterquist & Son i Örebro. Den fick 18 stämmor fördelade på två manualer och särskild pedal. Arbetet bekostades av kyrkorådet, agronomen och godsägaren Per Johan Högfeldt (1877-1957) i Nyborg, Bålsta. Fasaden behölls delvis från 1821 års orgel. År 1940 renoverades orgeln.[1]

## Bildgalleri

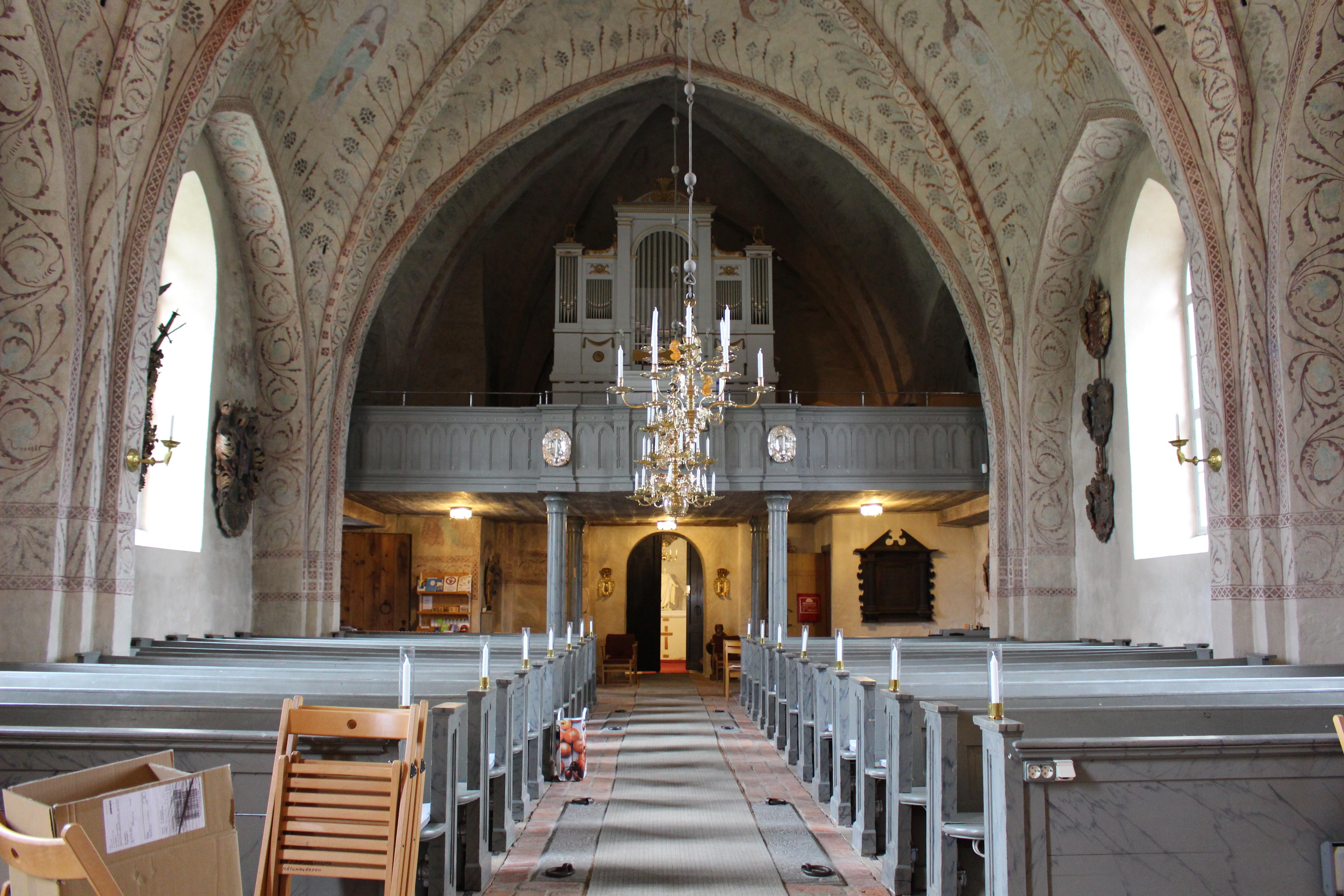
Kyrkorum mot väster.
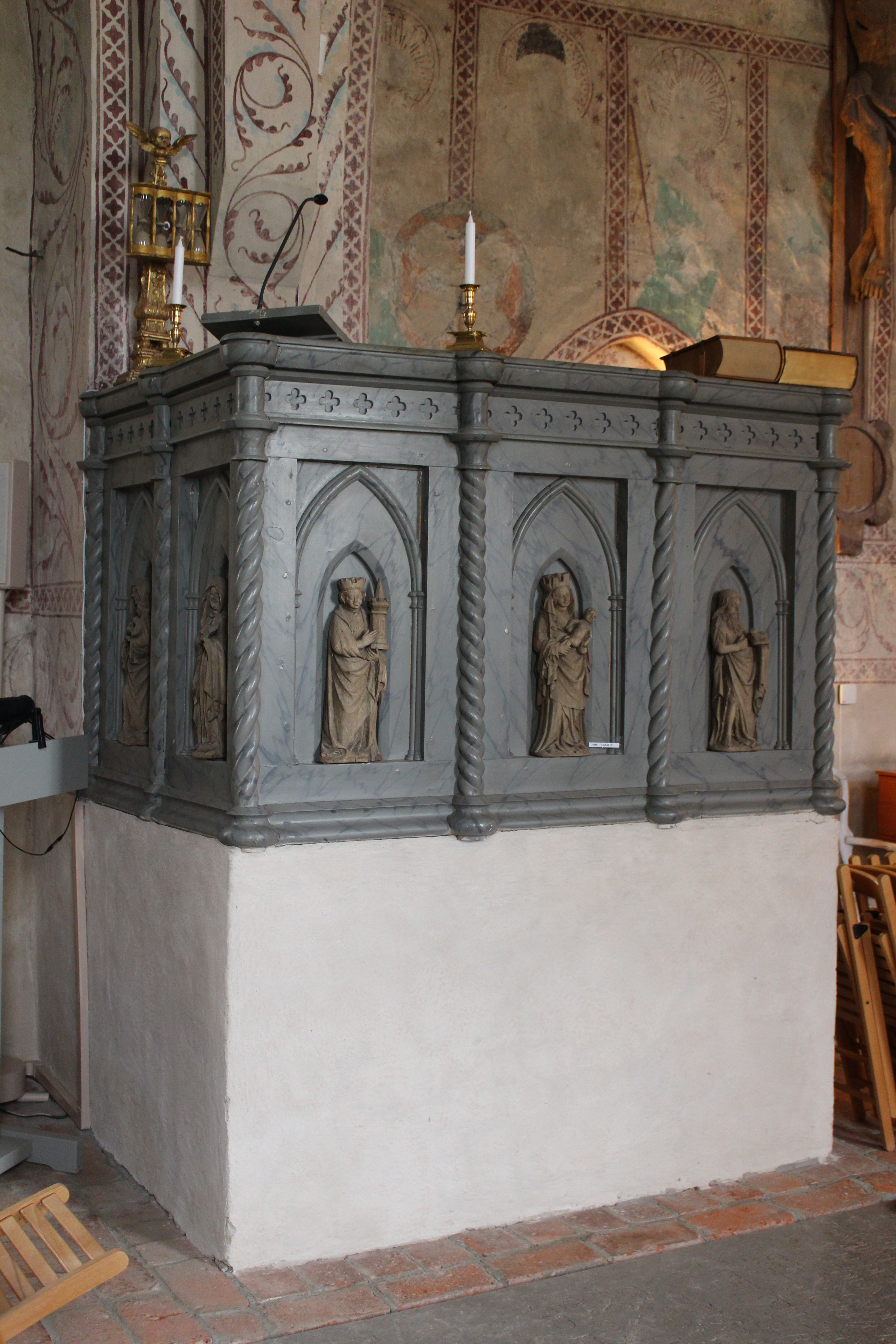
Predikstol.
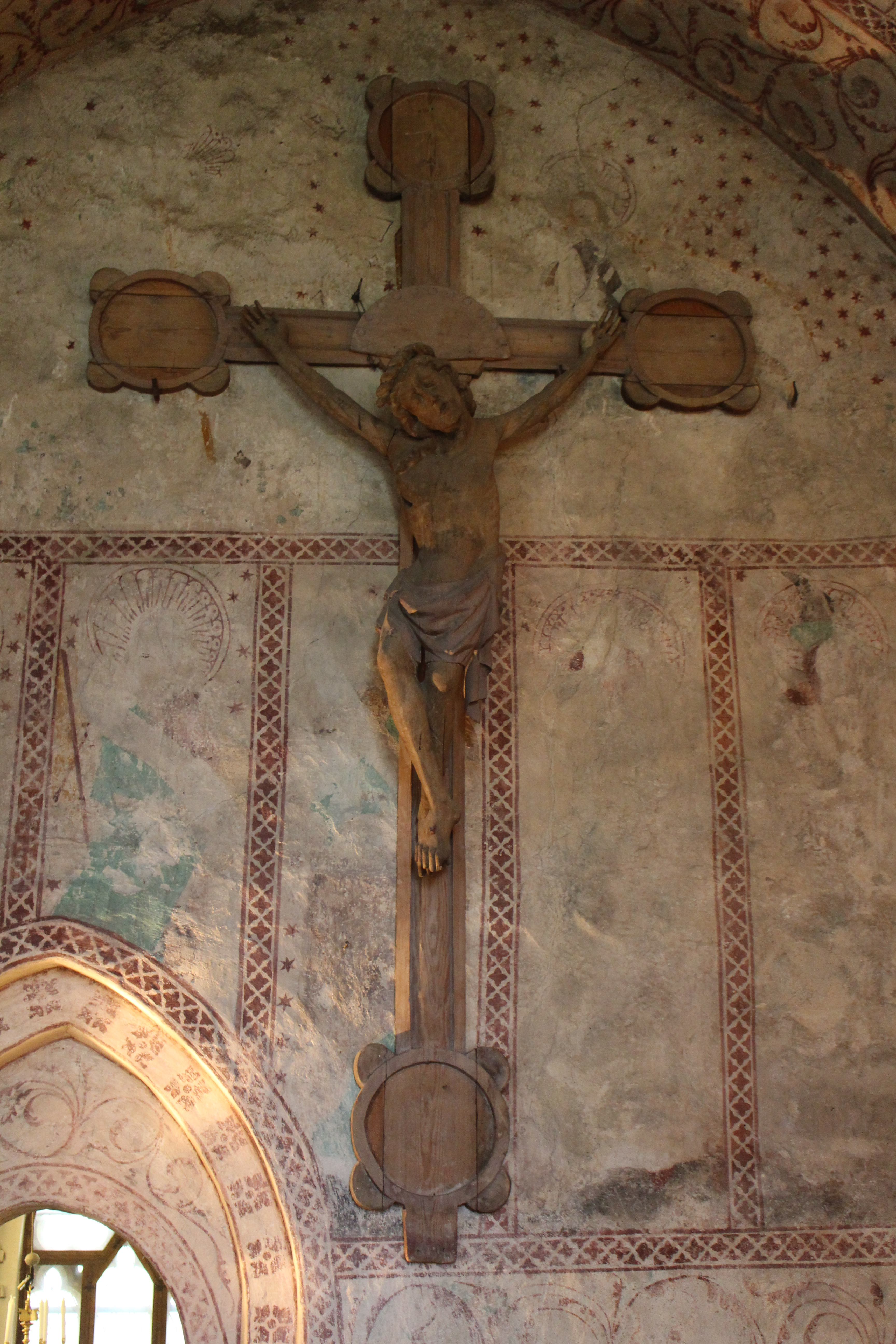
Triumfkrucifix.
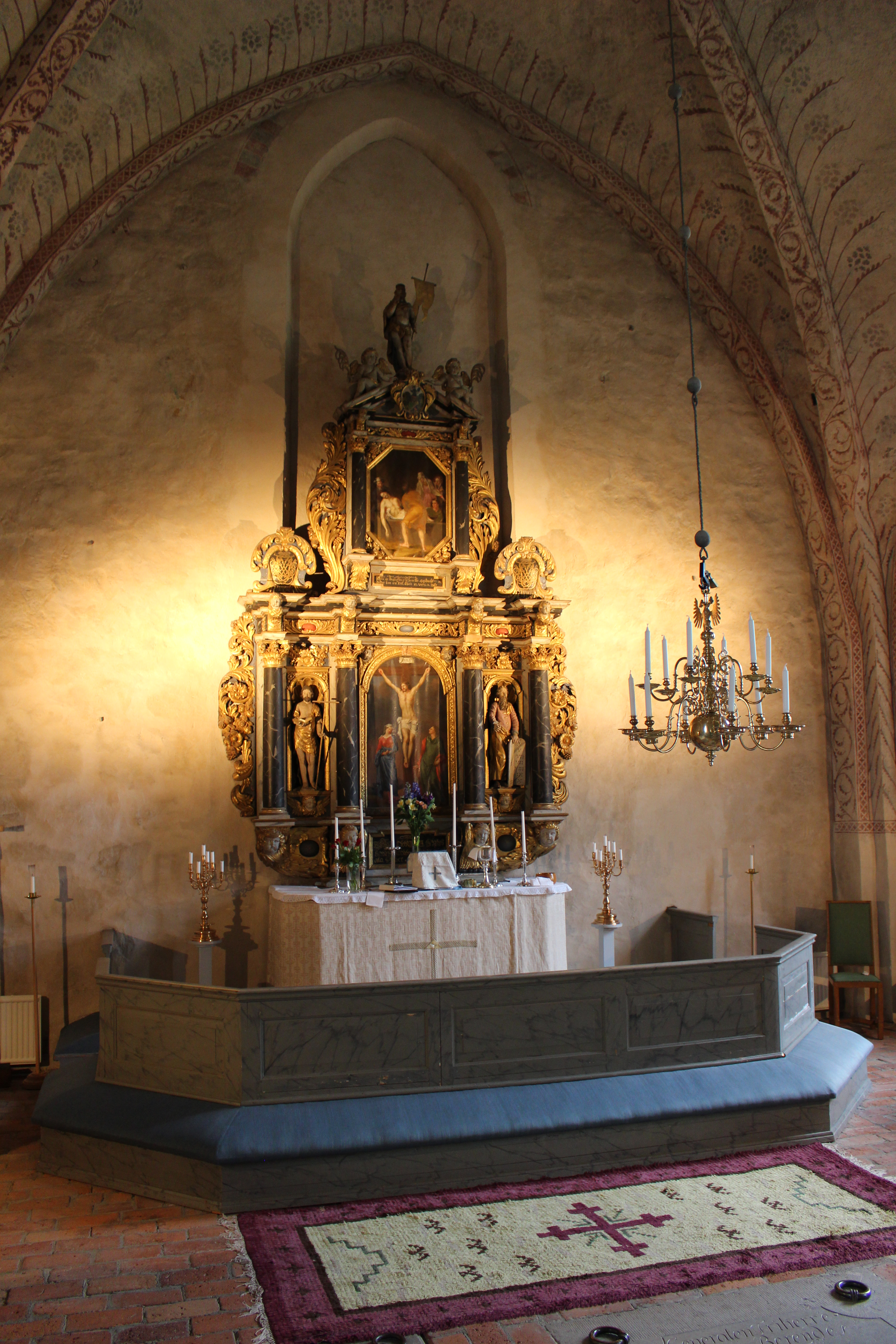
Altare, altaruppsats och altarring.
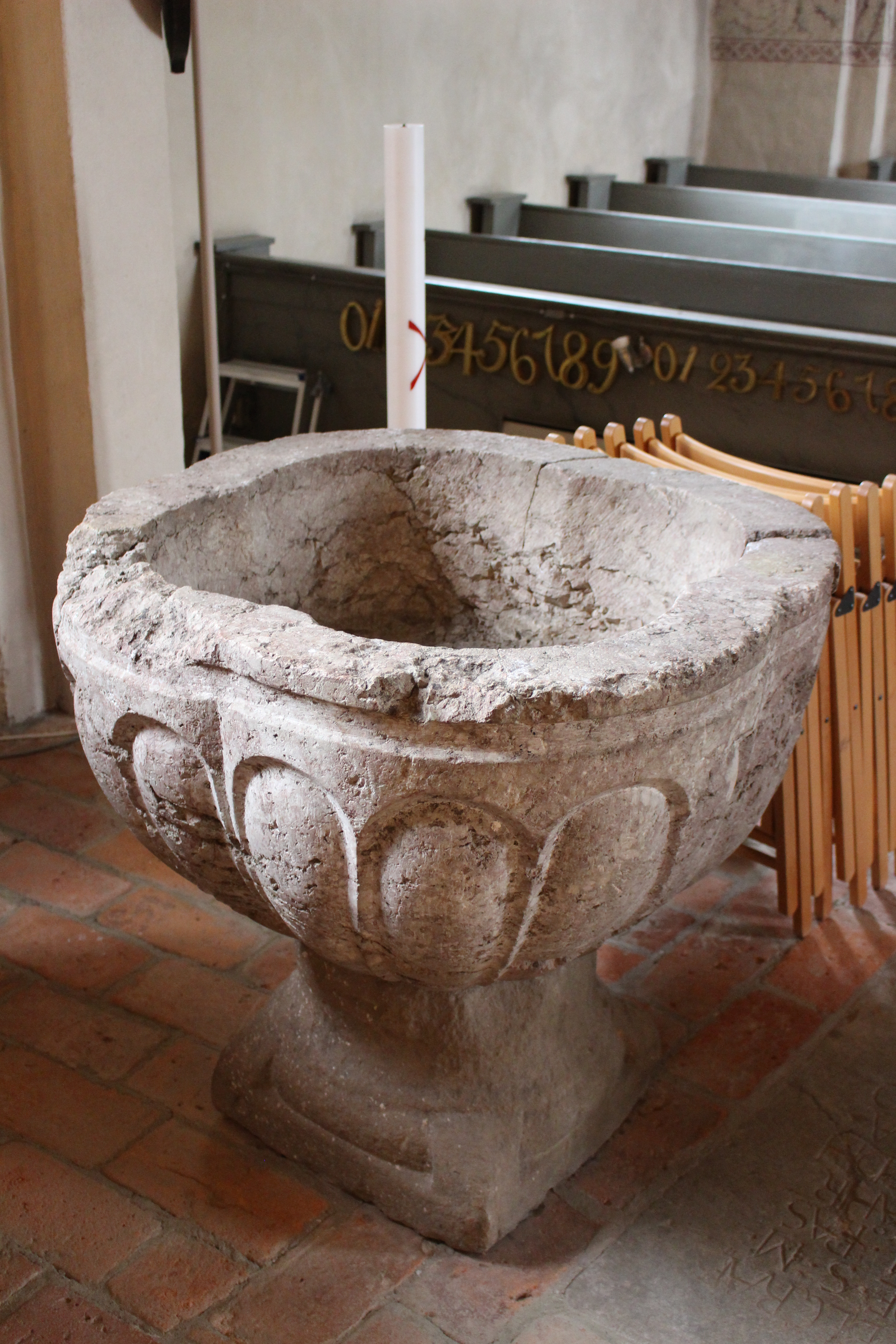
Dopfunt.
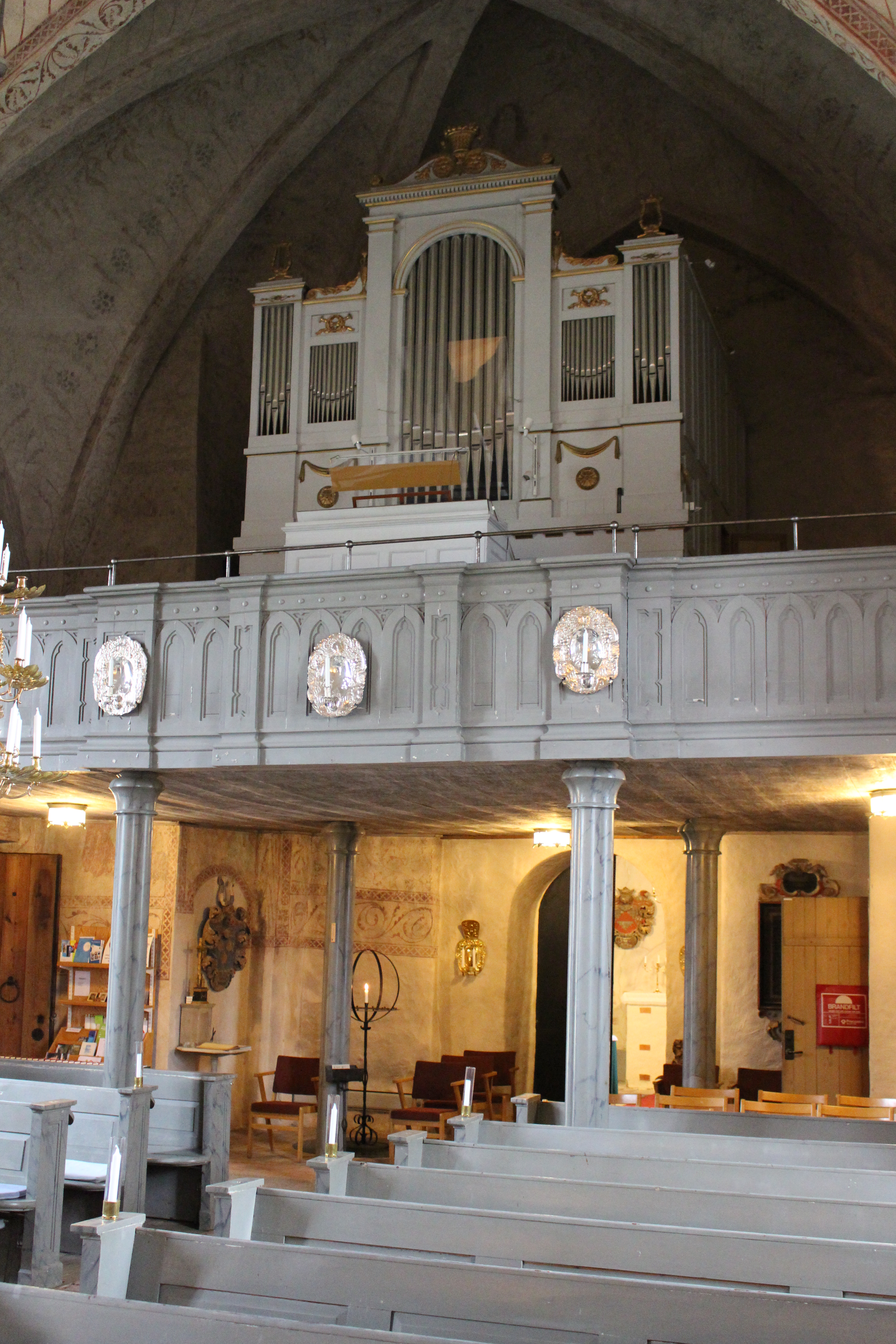
Orgel på orgelläktaren i väster.
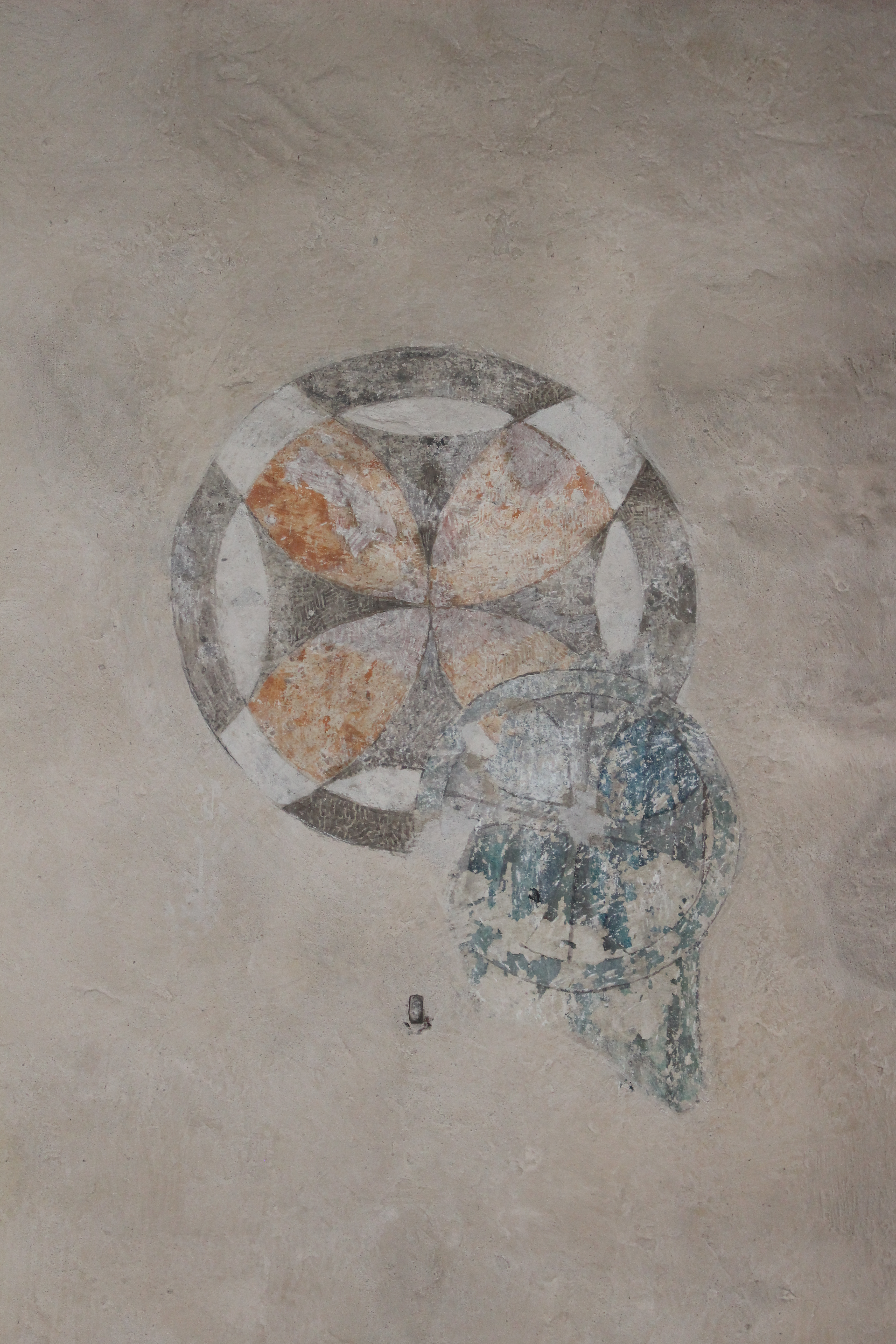
Konsekrationskors på södra väggen.
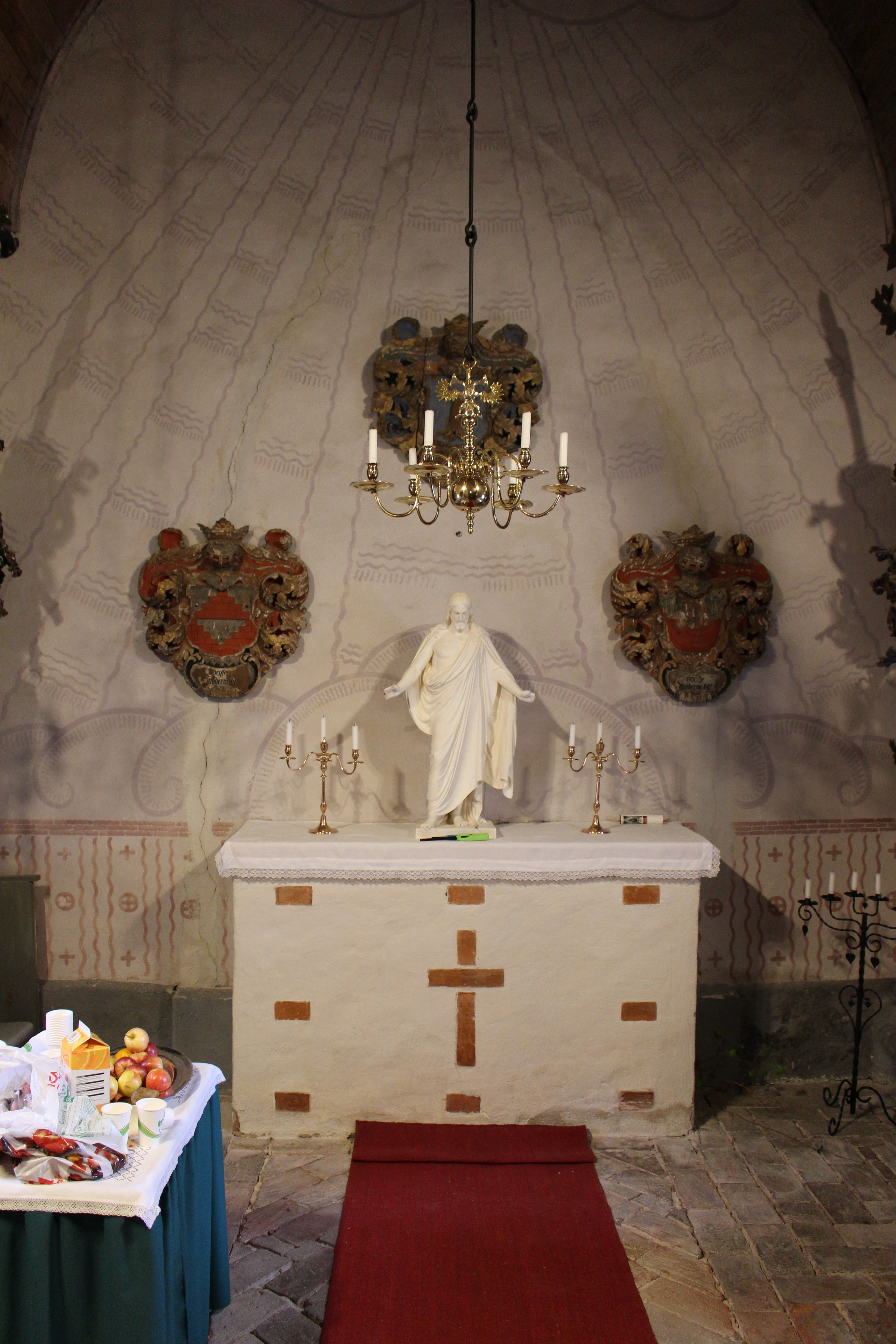
Gravkapellet i väster.
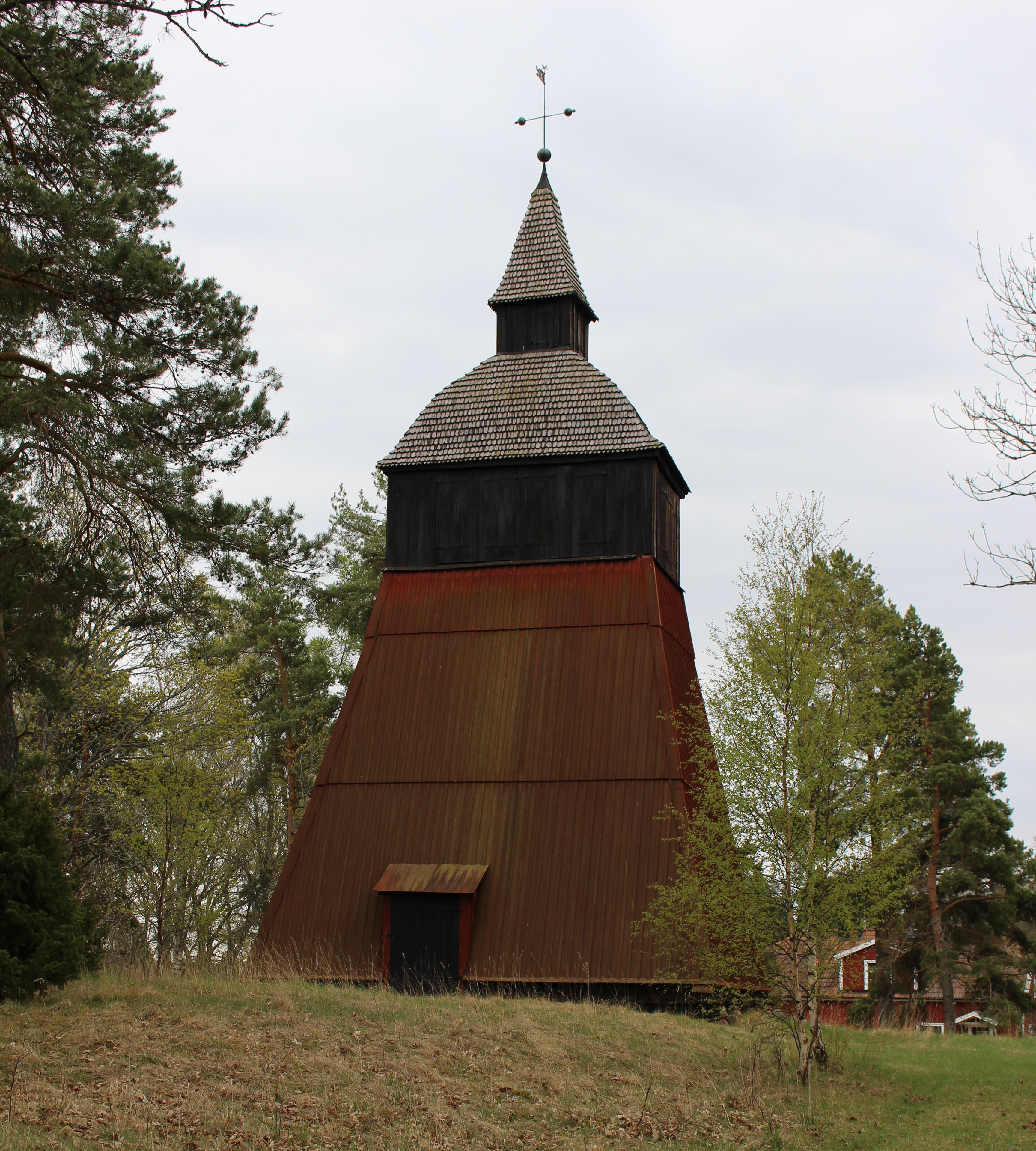
Klockstapeln öster om kyrkan.
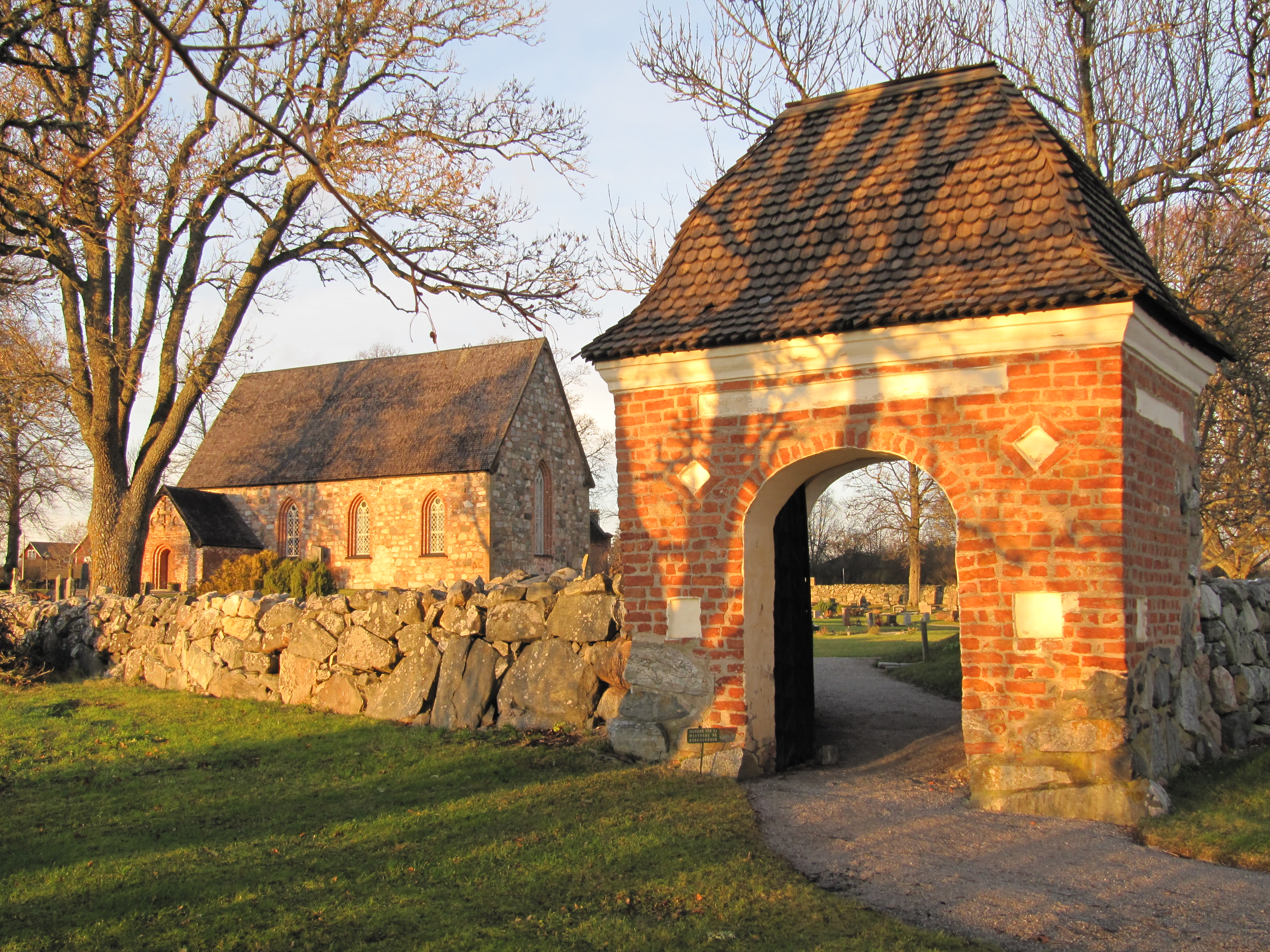
Stigluckan i sydost.
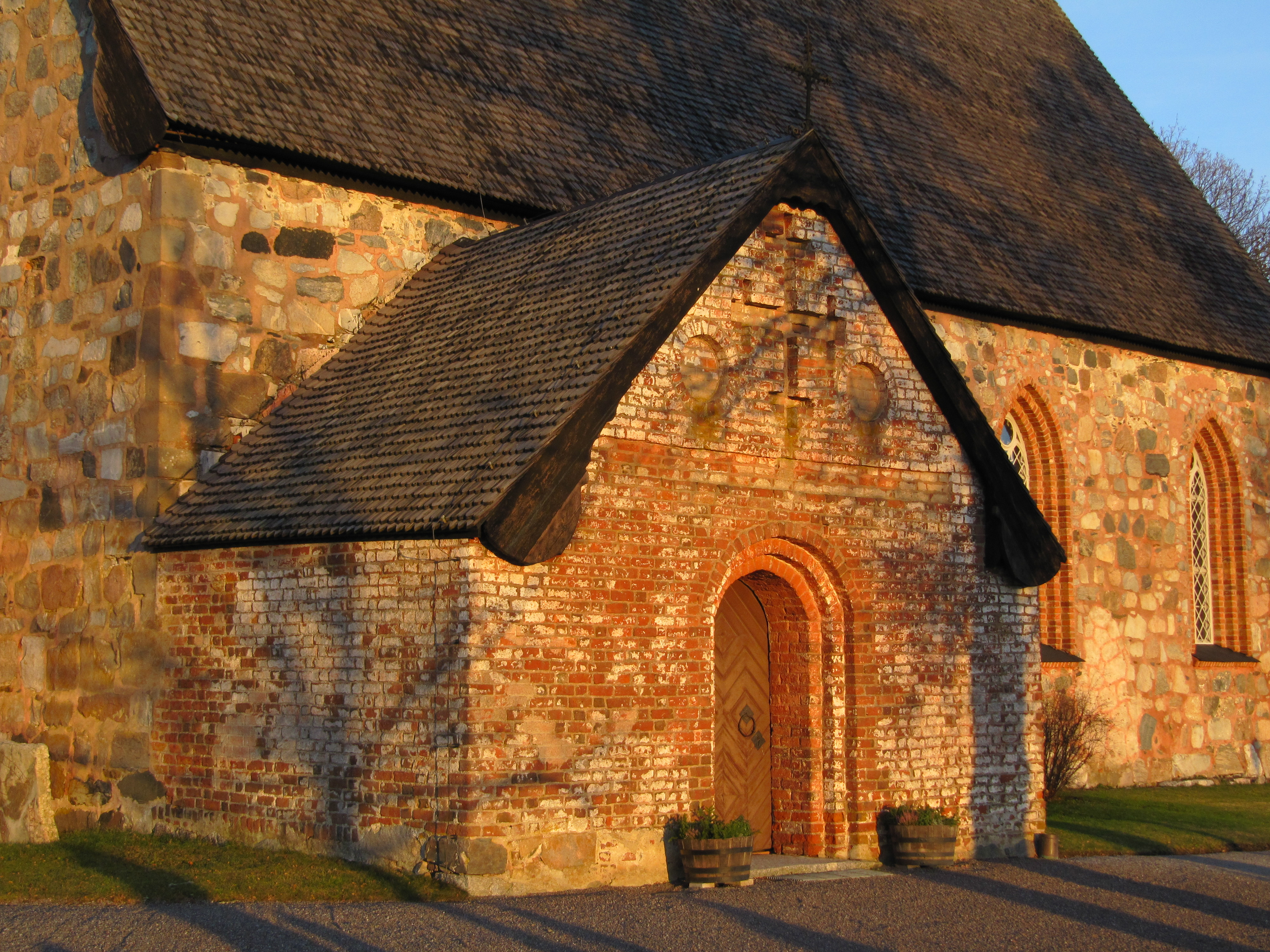
Vapenhuset.
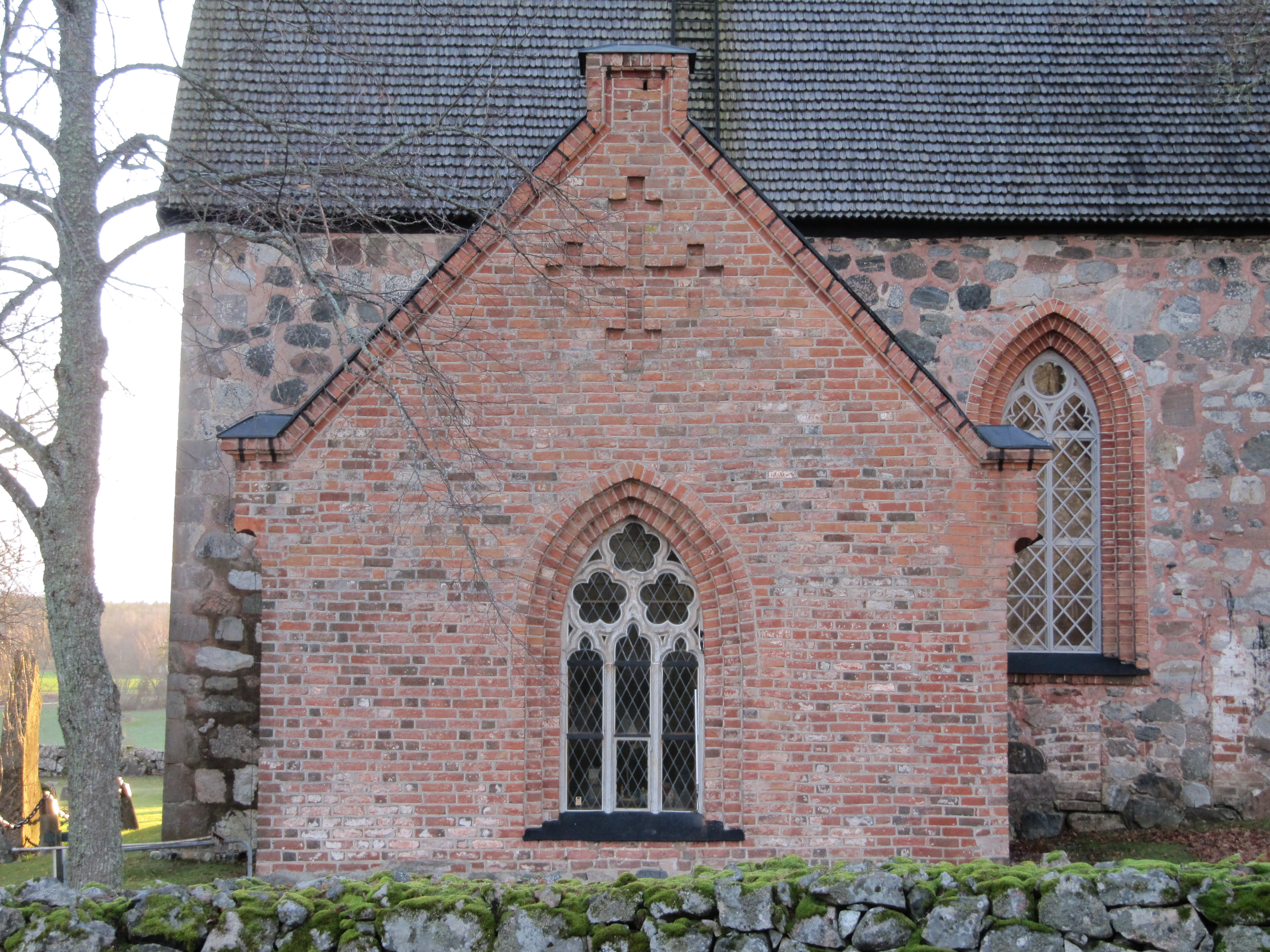
Sakristian.
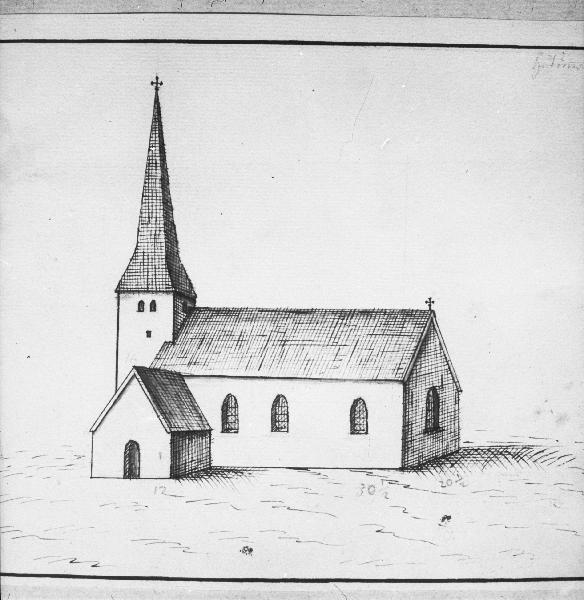
Kyrkan efter teckning av Peringskiöld.
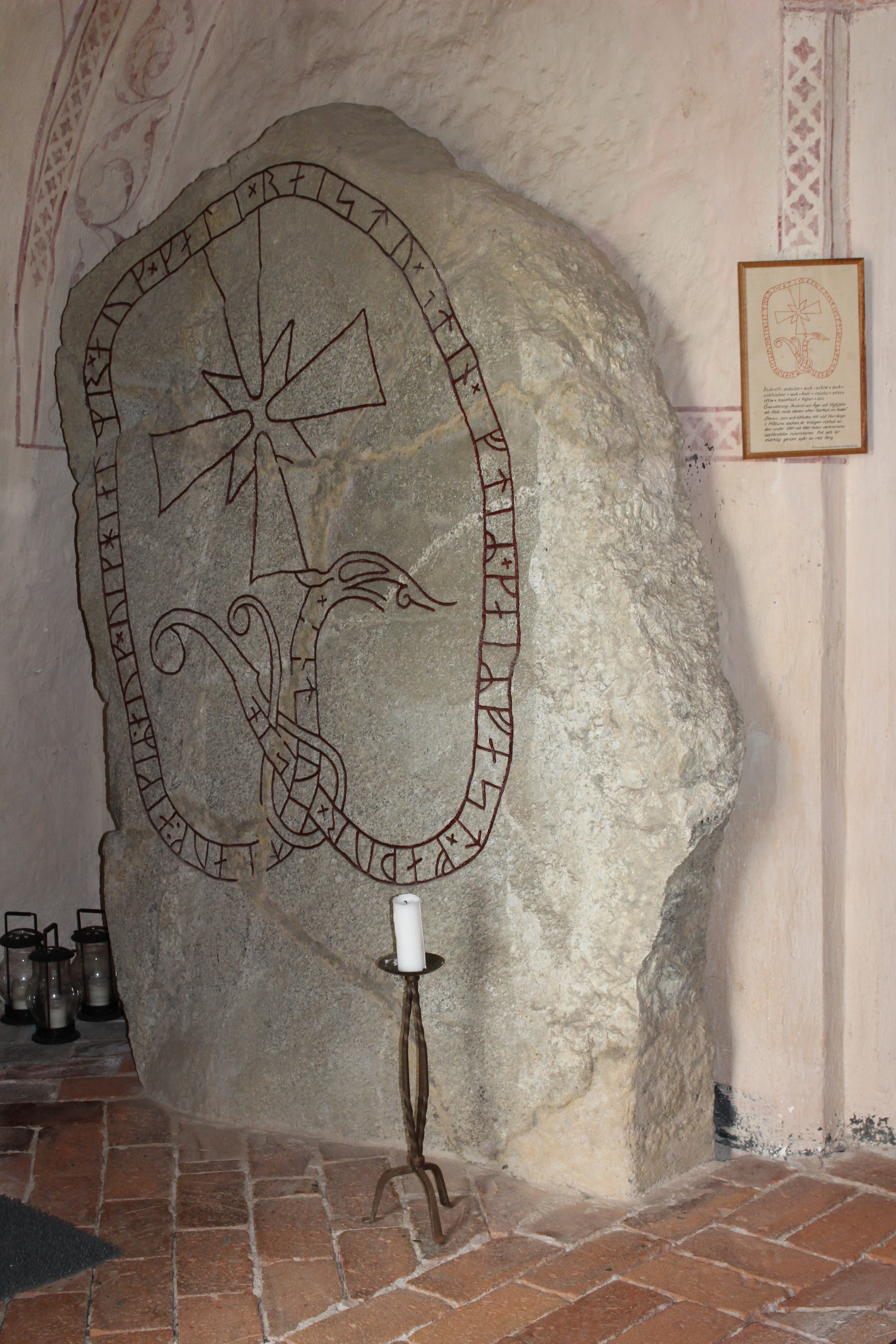
Runsten U 660.
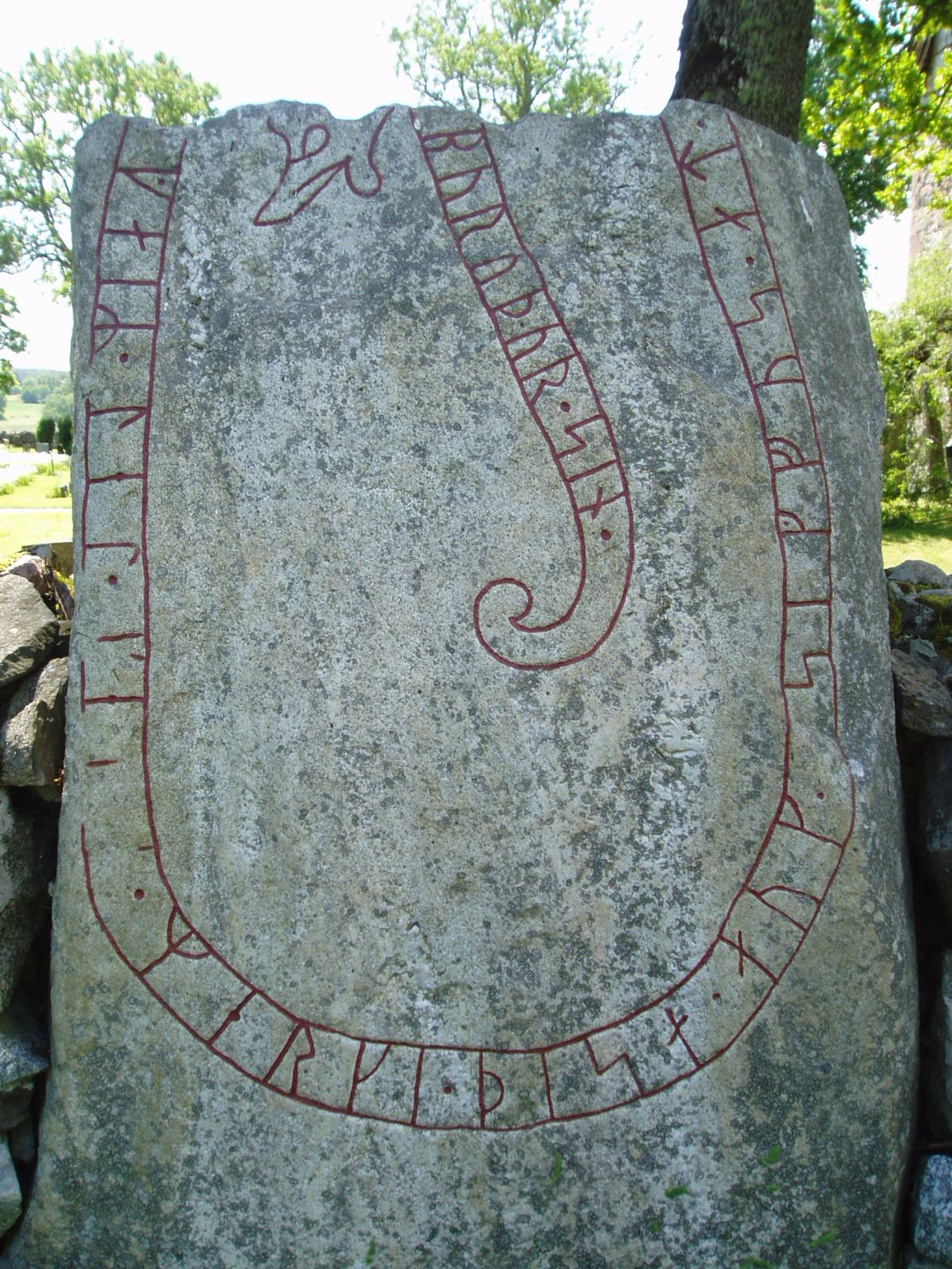
Runsten U 655.
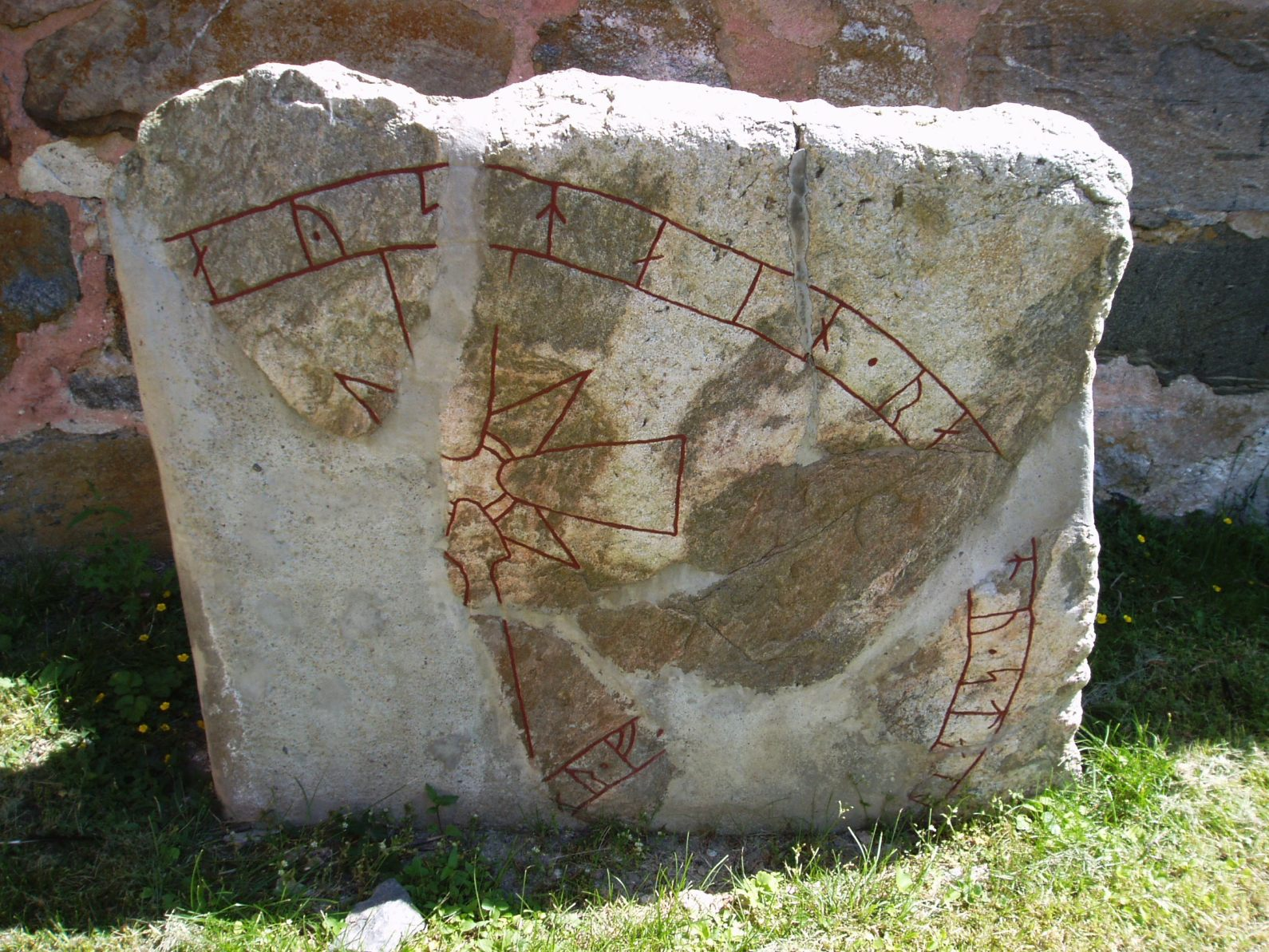
Runsten U 658.

### Webbkällor
- anläggningspresentation
- ”Håtuna”. Stockholms läns museum. Arkiverad från originalet den 31 december 2014. https://web.archive.org/web/20141231030512/http://www.stockholmslansmuseum.se/faktabanken/kulturmiljoer-i-kommunerna/visa/0139030001/.
- Håtuna Håbo-Tibble socknars hembygdsförening[död länk]